# Sự cố Facebook ngừng hoạt động 2021
Vào ngày 4 tháng 10 năm 2021 lúc 15:39 UTC, mạng xã hội Facebook và các dịch vụ khác của nó như Messenger, Instagram, WhatsApp, Mapillary, và Oculus đã ngưng hoạt động trên toàn cầu trong hơn bảy giờ. Sự cố khiến người dùng không thể sử dụng Facebook hay truy cập vào Facebook bằng các trang web của bên thứ ba. Trong thời gian Facebook ngừng hoạt động, nhiều người dùng đã chuyển sang sử dụng Twitter, Discord và Telegram dẫn đến việc máy chủ của các ứng dụng này cũng bị gián đoạn do quá tải. Sự cố được xác định là do mất các tuyến IP đến các máy chủ Hệ thống tên miền (DNS) của Facebook, vào lúc đó đều do Facebook tự quản lý. Đường định tuyến Border Gateway Protocol (BGP) đã được khôi phục cho các tiền tố bị ảnh hưởng vào khoảng 20:50 UTC và các dịch vụ DNS có thể sử dụng trở lại lúc 21:05 UTC, các dịch vụ ứng dụng như Facebook, Instagram và WhatsApp được khôi phục một cách chậm rãi và hơn một giờ sau (trước 22:45 UTC), người dùng đã có thể sử dụng lại các dịch vụ.

## Nguyên nhân

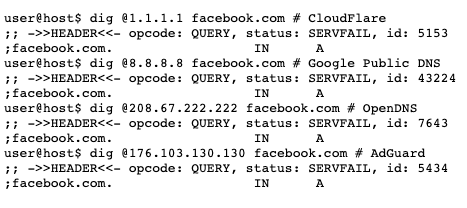
Các trình phân giải DNS chính trả về trạng thái “SERVFAIL” cho Facebook.com.

Các chuyên gia bảo mật xác định rằng Border Gateway Protocol (BGP) đã rút tiền tố địa chỉ IP mà máy chủ tên miền của Facebook được lưu trữ khiến người dùng không thể phân giải tên miền của Facebook và các tên miền liên quan cũng như tiếp cận các dịch vụ. Sự cố gây ảnh hưởng trên phạm vi toàn cầu; ví dụ, nhà cung cấp dịch vụ Internet của Thụy Sĩ Init7 đã ghi nhận sự sụt giảm lớn về lưu lượng truy cập Internet đến các máy chủ của Facebook sau khi có sự thay đổi trong Border Gateway Protocol.
Cloudflare đã báo cáo rằng vào lúc 15:39 UTC, Facebook đã thực hiện một số cập nhật BGP đáng kể bao gồm việc rút các tuyến đến các tiền tố IP và tất cả các máy chủ có thẩm quyền của họ. Điều này khiến cho các máy chủ DNS của Facebook không thể truy cập được khi sử dụng Internet. Đến 15:50 UTC, các tên miền của Facebook đã hết hạn và rút khỏi bộ nhớ đệm trong tất cả các trình phân giải công cộng lớn. Trước 21:00 UTC, Facebook thông báo rằng họ đang tiếp tục cập nhật BGP. Vào lúc 21:05 UTC, tên miền của Facebook đã có thể phân giải trở lại.
Trong quá trình thực hiện công việc bảo trì định kỳ trên hệ thống cột trụ (backbone) của Facebook, một lệnh đã được tạo ra nhằm đánh giá khả năng cung cấp của backbone trên toàn cầu, điều này đã vô tình làm ngắt kết nối giữa các trung tâm dữ liệu của Facebook đến Internet. Hệ thống của Facebook được thiết kế để kiểm tra các lệnh nhằm ngăn chặn những sai lầm như thế này, nhưng một lỗi trong công cụ kiểm tra đó đã làm nó dừng lệnh đúng cách.
Sự thay đổi đó khiến các kết nối với máy chủ của Facebook giữa các trung tâm dữ liệu và Internet của mọi người bị ngắt kết nối hoàn toàn. Sự cố mất kết nối đó đã gây ra sự cố thứ hai khiến mọi thứ trở nên tồi tệ hơn. Để đảm bảo việc hoạt động đáng tin cậy, các máy chủ DNS của Facebook đã vô hiệu hóa các quảng bá đến BGP. Kết quả cuối cùng là các máy chủ DNS của Facebook không thể truy cập được mặc dù chúng vẫn đang hoạt động. Điều này đã khiến cho trang web không thể tự tìm thấy máy chủ của chính mình.
Facebook dần hoạt động trở lại sau khi một nhóm người có quyền truy cập phải đến tận máy chủ tại trung tâm dữ liệu tại Santa Clara, California để cài đặt lại. Đến khoảng 22:45 UTC, Facebook và các dịch vụ liên quan khác đã hoạt động trở lại.

## Hậu quả

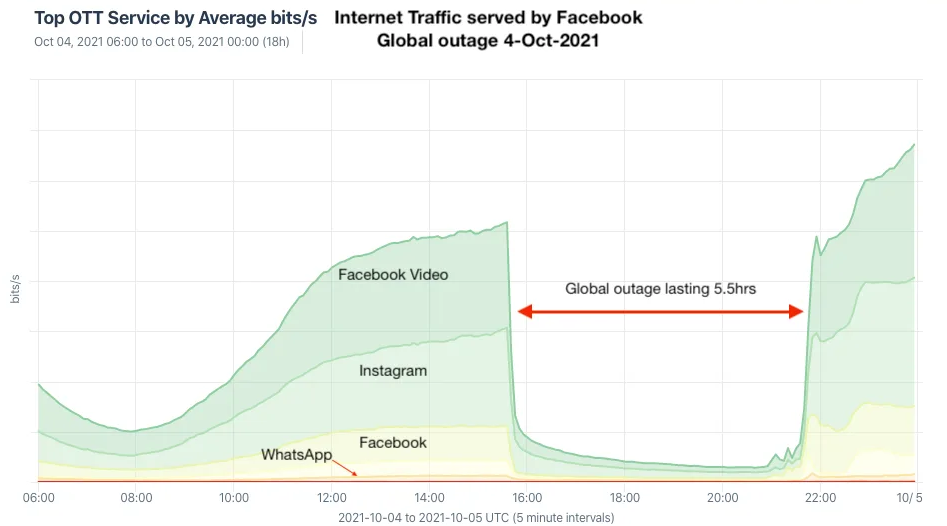
Lưu lượng truy cập cho các dịch vụ Facebook trong thời gian ngừng hoạt động toàn cầu ngày 4 tháng 10 năm 2021 (dữ liệu từ Kentik)

Sự cố ngừng hoạt động đã cắt đứt liên lạc trong nội bộ của Facebook khiến nhân viên không thể gửi hoặc nhận email từ bên ngoài, truy cập vào danh bạ của công ty và xác thực danh tính với một số dịch vụ như Google Docs và Zoom. The New York Times đã báo cáo rằng nhân viên không thể vào văn phòng hay phòng họp bằng thẻ nhân viên. Trang web Downdetector, một trang web chuyên theo dõi sự cố mất mạng đã ghi lại hơn 10 triệu báo cáo sự cố từ người dùng - con số lớn nhất cho một sự cố cho đến nay. Steve Gibson, một nhà nghiên cứu bảo mật, cho biết một "bản cập nhật BGP định kỳ đã bị lỗi" đã khóa "những người có quyền truy cập từ xa" và không cho phép họ đăng nhập vào máy chủ để sửa chữa lỗi. Đối với những người có thể vào máy chủ tại nơi đặt máy chủ thì họ lại không có quyền sửa lỗi.
Google Public DNS cũng bị chậm lại do sự việc này, trong khi người dùng Gmail, TikTok và Snapchat cũng gặp phải tình trạng chậm phản hồi từ ứng dụng. CNBC báo cáo rằng sự cố ngừng hoạt động lần này là sự cố tồi tệ nhất mà Facebook phải trải qua kể từ năm 2008. Trong ngày ngừng hoạt động, cổ phiếu của công ty giảm gần 5% và tài sản của CEO Facebook Mark Zuckerberg bị giảm hơn 6 tỷ USD. Theo một báo cáo được thực hiện bởi Fortune và Snopes, Facebook đã mất ít nhất khoảng 60 triệu USD từ doanh thu quảng cáo.

## Phản hồi
Giám đốc Công nghệ Mike Schroepfer của Facebook đã viết thông báo xin lỗi sau một thời gian Facebook ngừng hoạt động kéo dài đến vài giờ, ông nói rằng các nhóm đang làm việc nhanh nhất có thể để gỡ lỗi và khôi phục càng nhanh càng tốt.
Dân biểu Hoa Kỳ Alexandria Ocasio-Cortez đã đăng một tweet trên Twitter về sự cố ngừng hoạt động, yêu cầu mọi người chia sẻ những câu chuyện "dựa trên bằng chứng" lên Twitter, chế giễu tiếng tăm của Facebook trong việc lan truyền các nội dung không được kiểm chứng. Twitter và Reddit cũng đăng các dòng tweet trên tài khoản Twitter chính thức của họ để chế giễu sự cố ngừng hoạt động của Facebook.
Người dùng trên cả Twitter và Telegram đã báo cáo thời gian phản hồi của các ứng dụng bị chậm lại, nguyên nhân được cho là do những người thường sử dụng các dịch vụ của Facebook chuyển sang dùng các dịch vụ đó.